# 대만관계법
《대만관계법》(영어: Taiwan Relations Act, 중국어 정체자: 臺灣關係法)은 1979년 4월 10일에 미국에서 제정된 법이다.

## 개요
미국은 중화민국(중국어: 中華民國)의 주요 수교국이었다. 그러나 미국은 1979년에 중화인민공화국을 공식 승인하고 외교관계를 수립하면서, 중화민국과의 외교관계가 단절하자, 이에 따라 전통적인 우방으로 여겼던 중화민국에 대한 예우의 차원에서, 제한적인 관계를 유지하기 위해 제정된 국내법으로 대(對) 중화민국 무기수출과 전술 제공, 미국 내 중화민국의 자산에 관한 문제 등이 규정되었다. 국제법이 아닌 한 나라의 국내법임에도 불구하고, 외국의 방위를 보장하는 내용을 담은 이례적인 경우이다.

## 6개 보장
미국은 1982년, 중국과의 8.17 공동성명 직전에 '6개 보장(Six Points)'을 발표했다. 6개 보장은 《대만관계법》과 함께 미국의 대중국 정책의 기준이 되고 있다.
1. 미국은 대만에 대한 무기 수출에 관해 기한을 정하지 않는다.
2. 미국은 대만에 대한 무기 수출에 있어 중국과 사전 협상을 진행하지 않을 것이다.
3. 미국은 대만 해협 양안 간의 중재자 역할을 담당하지 않는다.
4. 미국은 《대만관계법》을 수정하지 않는다.
5. 미국은 대만의 주권에 대한 일관된 입장을 변경하지 않는다.
6. 미국은 대만으로 하여금 중국과 협상토록 강요하지 않는다.

## 논란
중화인민공화국은 미국에게 이 법안의 폐지를 강력하게 요구하고 있다. 대외적으로 하나의 중국 정책을 사용하는 중화인민공화국에게 있어 이러한 법안은 미국 정부가 '두 개의 중국'을 사실상 시인하며, 자국을 기만한 조치라고 주장한다. 최근에는 미국 내부에서도 회의론이 제기되고 있다.

## 같이 보기
- 미국재대만협회
- 주미국 타이베이 경제문화대표처
- 대만여행법
- 대만 동맹 국제 보호 강화법